# Виден (Вена)
Виден (нем. Wieden) — четвёртый район Вены, известный с 1137 года. Главная улица района — Виднер Хауптштрассе (Wiedner Hauptstraße) — в большинстве своём повторяет дорогу, проложенную ещё римлянами.
Площадь района составляет 1,8 км², население — 33 075 человек (1 января 2021), плотность населения — 18 709 чел./км².
При Фердинанде II в Видене было завершено строительство летней резиденции Габсбургов. В дальнейшем она не раз расширялась, пока Мария Терезия не отказалась от её использования и не продала её в 1746 году иезуитам для открытия учебного заведения, которое на протяжении веков претерпело несколько трансформаций и в настоящее время является одной из самых известных частных школ в Австрии «Терезианум».
В начале XVIII века Виден стал постепенно превращаться в город. Здесь стали возводиться дворцы и общественные сооружения, такие, как Виденский театр. 6 марта 1850 года Виден вместе с некоторыми прилегающими территориями был присоединён в качестве района к Вене. Однако из-за значительной социоэкономической неоднородности в 1861 году из его состава была выделена западная часть с менее состоятельным населением, ставшая 5-м районом города, Маргаретен.
В северной части Видена, на границе с Внутренним городом, находится площадь Карлсплац с церковью Карлскирхе. В районе также располагаются основные корпуса Венского технического университета и здание Венского музея (Wien Museum).
На северо-западе граница Видена с районом Мариахильф проходит по известному рынку Нашмаркт (Naschmarkt), находящемуся над убранным под землю отрезком реки Вена.
Южная граница Видена, с районом Фаворитен, проходит по Гюртелю. На востоке район примыкает к дворцовому комплексу Бельведер, находящемуся на территории района Ландштрассе.

## Население
| Год  | Численность |
| ---- | ----------- |
| 2005 | 29573       |
| 2006 | 30126       |
| 2007 | 30189       |
| 2008 | 30262       |

| Год  | Численность |
| ---- | ----------- |
| 2009 | 30348       |
| 2010 | 30331       |
| 2011 | 30541       |
| 2012 | 30724       |

| Год  | Численность |
| ---- | ----------- |
| 2013 | 30989       |
| 2014 | 31452       |
| 2015 | 31691       |
| 2016 | 32751       |

| Год  | Численность |
| ---- | ----------- |
| 2017 | 33035       |
| 2018 | 33319       |
| 2019 | 33263       |
| 2020 | 33212       |